# Ким Чхан Мин
Ким Чхан Мин (кор. 김창민; род. 4 сентября 1985, Ыйсон, Кёнсан-Пукто) — южнокорейский кёрлингист.
В составе мужской сборной Республики Корея участник зимних Олимпийских игр 2018, чемпионатов мира, Тихоокеанско-Азиатских чемпионатов, зимних Универсиад. Многократный чемпион Республики Корея среди мужчин.
Играет на позициях третьего и четвёртого. Несколько сезонов был скипом своей команды.

## Биография
Ким Чхан Мин родился 4 сентября 1985 года в Ыйсоне. Друг его отца, Ким Гён Ду, который был руководителем команды по кёрлингу Спортивного комитета провинции Кёнсан-Пукто, посоветовал ему этот спорт.

## Юниорская карьера
Его спортивная карьера началась с поездки на Тихоокеанско-азиатский чемпионат по кёрлингу 1998 года. Это был его первый год, как он начал заниматься кёрлингом. Ким играл третьего в корейской команде, скипом которой выступал Сон Хэ Дон. Команда была побеждена и выбыла из турнира. Они проиграли во всех шести играх.
Набравшись немного опыта, Чхан Мин играл в составе юношеской команды на нескольких чемпионатах мира по кёрлингу среди молодёжных команд в 2004, 2005 и 2006 годах.
На чемпионате мира по кёрлингу среди юниоров 2004 года Чхан Мин играл третьего в команде, где скипом был Ким Су Хёк. После счёта 5-4 команда Кореи одержала победу над командой Канады в тай-брейке и вышла в плей-офф. Но они проиграли в полуфинале и в матче за бронзовые медали, в итоге заняв 4-е место.
На чемпионате мира по кёрлингу среди юниоров 2005 года им повезло меньше, закончив со счётом 2-7 и не попав в плей-офф.
На чемпионате мира по кёрлингу среди юниоров 2006 года Ким Чхан Мин стал скипом команды. В её составе были Ким Мин Чхан, Пак Ён Док, Пак Чин О и Чхве Бён Нок. Команда сыграла 4-5, вновь не попав в плей-офф.
Во время своей юниорской карьеры Ким выиграл золотую медаль на Тихоокеанско-азиатском чемпионате по кёрлингу среди юниоров 2005 года, бронзовую — на чемпионате 2006-го и серебряную — на чемпионате 2007 года.
Пока учился в университете, Ким играл в составе корейской команды на четырёх зимних Универсиадах. Во всех играх он был скипом команды.
На зимней Универсиаде 2011 года в турецком Эрзуруме он вместе с Ким Мин Чханом, Сон Се Хёном, Со Ён Соном и О Ын Су завоевал золотые медали.
На зимней Универсиаде 2007 года в Турине его команда заняла 5-е место, на зимней Универсиаде 2009 года в Харбине — 4-е место и на зимней Универсиаде 2013 года в Трентино — 8-е место.

## Взрослая карьера
После своей юношеской поездки в 1998-м, Ким вернулся на Тихоокеанско-азиатский чемпионат по кёрлингу в 2009 году. Он привёл корейскую команду в составе Ким Мин Чхана, Лим Мён Сопа, Чон Тхак Ёна и Сын Сэ Хёна к бронзовым медалям. В 2011 году на этом чемпионате его команда, состоящая из Ким Мин Чхана, Сон Сэ Хёна, Со Ён Сона и О Ын Су, вновь завоевала бронзу. В 2012 году он снова вёл команду на Тихоокеанско-азиатском чемпионате по кёрлингу. Но на этот раз команда заняла 4-е место.
На Мировых турах по кёрлингу они выиграли в двух турнирах: Original 16 WCT Bonspiel 2013 и KKP Classic 2016.
В свой олимпийский сезон команда выиграла Тихоокеанско-азиатский чемпионат по кёрлингу 2017 года.
Ким и его ребята Сон Се Хён, О Ын Су и Ли Ги Бок удостоились чести представлять Республику Корея на зимних Олимпийских играх 2018 года в Пхёнчхане. На Олимпийских играх, после 4-х побед и 5-ти поражений, команда заняла 7-е место. В заключительной, уже ничего не решающей встрече они обыграли своих принципиальных соперников — команду Японии.

## Достижения
- Тихоокеанско-азиатский чемпионат по кёрлингу: золото (2017, 2019, 2021), бронза (2009, 2011).
- Чемпионат Республики Корея по кёрлингу среди мужчин: золото (2011, 2012, 2017, 2019, 2020, 2025), серебро (2013, 2016, 2021, 2022), бронза (2023, 2024).
- Зимние Универсиады: золото (2011).
- Тихоокеанско-Азиатский чемпионат по кёрлингу среди юниоров: золото (2005), серебро (2007), бронза (2006).

## Команды
| Сезон                       | Четвёртый    | Третий       | Второй         | Первый        | Запасной           | Тренер                            | Турниры                                    |
| --------------------------- | ------------ | ------------ | -------------- | ------------- | ------------------ | --------------------------------- | ------------------------------------------ |
| 1998—99                     | Сон Хэ Дон   | Ким Чхан Мин | Пак Чэ Чхоль   | Ким Су Хон    | Чон Тхак Ён        |                                   | ТАЧ 1998 (4 место)                         |
| 2001—02                     | Ким Су Хёк   | Ко Сын Ван   | Ким Чхан Мин   | Хван Гун Хён  | Ким Хён Чхоль      |                                   | ЧМЮ-Б 2002 (8 место)                       |
| 2002—03                     | Ким Су Хёк   | Ким Чхан Мин | Ян Чхан Юн     | Ким Хён Чхоль | Пак Чон Док        |                                   | ЧМЮ-Б 2003 (8 место)                       |
| 2003—04                     | Ким Су Хёк   | Ким Чхан Мин | Пак Чон Док    | Ким Хён Чхоль | Со Сок Чэ (ЧМЮ)    | Мелисса Солиго (ЧМЮ), Ким Гён Сок | ЧМЮ-Б 2004 · ЧМЮ 2004 (4 место)            |
| 2004—05                     | Ким Су Хёк   | Ким Чхан Мин | Пак Чон Док    | Пак Чин О     | Ха Чжин Хёк        | Ким Гён Сок                       | ТАЧЮ 2005 · ЧМЮ 2005 (8 место)             |
| 2005—06                     | Ким Чхан Мин | Ким Мин Чхан | Пак Чон Док    | Пак Чин О     | Чхве Бён Нок (ЧМЮ) | Ким Гён Сок                       | ТАЧЮ 2006 · ЧМЮ 2006 (5 место)             |
| 2006—07                     | Ким Чхан Мин | Ким Мин Чхан | Пак Чон Док    | Пак Чин О     |                    | Ким Гён Сок                       | ТАЧЮ 2007                                  |
| 2006—07                     | Ким Чхан Мин | Ким Мин Чхан | Park Jong-deog | Ко Сын Ван    |                    | Ким Гён Ду                        | ЗУ 2007 (5 место)                          |
| 2008—09                     | Ким Чхан Мин | Ким Мин Чхан | Лим Мён Соп    | Сон Се Хён    | Со Ён Сон          | Ким Гён Сок                       | ЗУ 2009 (4 место)                          |
| 2009—10                     | Ким Чхан Мин | Ким Мин Чхан | Лим Мён Соп    | Чон Дак Ён    | Сон Се Хён         | Ким Гён Ду                        | ТАЧ 2009                                   |
| 2010—11                     | Ким Чхан Мин | Ким Мин Чхан | Сон Се Хён     | Со Ён Сон     | О Ын Су            | Ким Гён Сок                       | ЗУ 2011                                    |
| 2011—12                     | Ким Чхан Мин | Ким Мин Чхан | Сон Се Хён     | Сон Сэ Ён     | О Ын Су            | Ким Гён Ду                        | ТАЧ 2011                                   |
| 2012—13                     | Ким Чхан Мин | Ким Мин Чхан | Сон Се Хён     | Со Ён Сон     | О Ын Су            | Дэниел Трайтс, Ким Гён Ду         | ТАЧ 2012 (4 место)                         |
| 2013—14                     | Ким Чхан Мин | Ким Мин Чхан | Сон Се Хён     | Со Ён Сон     | О Ын Су            | Ян Ён Сон                         | ЗУ 2013 (8 место)                          |
| 2015—16                     | Ким Чхан Мин | Сон Се Хён   | О Ын Су        | Kim Chi Goo   |                    |                                   | ЧРКМ 2016                                  |
| 2016—17                     | Ким Чхан Мин | Сон Се Хён   | О Ын Су        | Ким Чхи Гу    | Со Ён Сон          |                                   |                                            |
| 2017—18                     | Ким Чхан Мин | Сон Се Хён   | О Ын Су        | Ли Ги Бок     | Ким Мин Чхан       | Лим Мён Соп, Боб Урсел            | ТАЧ 2017 · ЗОИ 2018 (7 место)              |
| 2017—18                     | Ким Чхан Мин | Сон Се Хён   | О Ын Су        | Ли Ги Бок     | Ким Мин Чхан       | Лим Мён Соп                       | ЧМ 2018 (4 место)                          |
| 2019—20                     | Ким Чхан Мин | Ли Ги Джон   | Ким Хак Кюн    | Ли Ги Бок     |                    | Лим Мён Соп (ТАЧ)                 | ЧРКМ 2020 · ТАЧ 2019                       |
| 2020—21                     | Ким Чхан Мин | Ли Ги Джон   | Ким Хак Гюн    | Ли Ги Бок     |                    |                                   | ЧРКМ 2021                                  |
| 2021—22                     | Ким Чхан Мин | Ким Су Хёк   | Чон Джэ Ик     | Ким Хак Гюн   |                    | Yoon So-min                       | ТАЧ 2021 · ЗОИ 2022 (квал. 2021) (8 место) |
| 2021—22                     | Ким Су Хёк   | Ким Чхан Мин | Сон Се Хён     | Ким Хак Кюн   | Чон Джэ Ик         | Yoon So-min                       | ЧМ 2022 (8 место)                          |
| 2022—23                     | Ким Су Хёк   | Ким Чхан Мин | Сон Се Хён     | Ким Хак Кюн   | Чон Джэ Ик         |                                   | ЧРКМ 2022                                  |
| 2023—24                     | Ким Су Хёк   | Ким Чхан Мин | Ким Хак Кюн    | Чон Джэ Ик    |                    |                                   | ЧРКМ 2023                                  |
| 2024—25                     | Ким Су Хёк   | Ким Чхан Мин | Ю Мин Хён      | Ким Хак Кюн   | Чон Джэ Ик         |                                   | ЧРКМ 2024                                  |
| 2024—25                     | Ким Хё Джун  | Ким Ын Бин   | Пхё Джон Мин   | Ким Джин Хун  | Ким Чхан Мин       | Ли Дон Гон                        | ЧМ 2025 (13 место)                         |
| 2025—26                     | Ким Су Хёк   | Ким Чхан Мин | Ю Мин Хён      | Ким Хак Кюн   | Чон Джэ Ик         |                                   | ЧРКМ 2025                                  |
| Кёрлинг среди смешанных пар |              |              |                |               |                    |                                   |                                            |
| 2025—26                     | Ким Су Джин  | Ким Чхан Мин |                |               |                    |                                   | ЧРКСП 2025 (5 место)                       |

(скипы выделены полужирным шрифтом)